# Мандрівка у ліс (Дискавері)

## Про епізод
Мандрівка у ліс — дев'ятий епізод американського телевізійного серіалу «Зоряний шлях: Дискавері», який відбувається приблизно за десять років до подій оригінального серіалу «Зоряний шлях» та показує війну між Федерацією й клінгонами. Епізод був написаний Бо Юн Кім та Ерікою Ліппольдт а режисував Кріс Бьорн. Перший показ відбувся 12 листопада 2017 року.

## Зміст
Зоряний флот відступає на всіх фронтах через технології маскування клінгонів. Лорка отримує наказ повернутися на базу № 46, але порушує наказ, щоб врятувати розумне життя на планеті Пааво. Він відмовляється утекти з поля битви. Лорка уголос повідомляє шо корабель летить варпом на базу 46 — і у екіпажу «Дискавері» є 3 години аби знайти рішення. Капітан запитує Стамеца як його імплант — і отримує відповідь щл оука науковця свербіла. Ця інформація стає офіційною причиною невикористання спорового рушія.
Науковці «Дискавері» знаходить певні коливання в гравітаційних даних прикриття клінгонів. Для дешифрації полів вирішено здійснити десант під прикриттям на клінгонський корабель. Лорка переконує Стамеца в необхідності зробити 133 мікрострибки навколо клінгонського корабля — шщоб набагато швидше скласти тривимірну картину ворожого судна. Бернем доводить необхідність свого перебування в десанті разом з Тайлером.
«Корабель мертвих» генерала Кола прибуває на орбіту Пааво, Тайлер і Бернем переміщуються на борт судна, щоб встановити датчики. Завдяки спеціальним випромінювачам датчики на кораблі бачать їх як клінгонів. Тайлер і Бернем виявляють Корнуелл, однак на Еша раптово налітають спогади його ув'язнення, коли він бачить Л'Релл. Л'Релл упізнає Тайлера. Майкл лишає Еша в стані шоку з Корнуелл і рушає на місток.
Бернем встановлює передавач біля командного містка клінгонів. «Дискавері» змушує корабель клінгонів стати невидимим здійснюючи мікрострибки і спричиняючи не незворотні пошкодження. Стамец під час керування споровим двигуном вигукує: 
У лісі є галявинка. Ось так вони просуваються!
Корнкелл перемагає розлад Тайлера і Еш на межі розуміння захищає їх іх зброєю у руках. Бернем розкриває свою присутність на містку «Корабля мертвих» і викликає Кола на поєдинок, повідомляючи, що вона — вбивця Т'Кувми. Кол ледь не вбиває Бернем. Майкл завдає Колу поранення в ногу. Корнуелл, використовуючи досвід психіатра, заспокоює Тайлера. Після закінчення серії стрибків Сару вдається знайти спосіб виявлення невидимих кораблів. «Дискавері» переміщує Бернем, Тайлера і Корнуелл на борт. У момент телепортації Л'Релл встигає стрибнути на Тайлера і потрапляє в телепортаційний промінь. На «Дискавері» її ув'язнюють. Майкл переміщають в часі бою з Колом — вона забрала й відзнаку капітанки Джорджі. Лорка наказує відкрити вогонь по «Кораблю мертвих» і знищити його. Пааво в безпеці.
Під час стрибків Стамец мало не гине та відчуває дивні видіння. У приватній розмові Тайлер зізнається Бернем, що Л'Релл катувала і ґвалтувала його — хоча завдяки їй він залишився живий. Стамец пропонує зробити останній стрибок до станції № 46, використовуючи алгоритм, але каже, що цей стрибок буде для нього останнім. Він має намір пройти обстеження, щоб вчені розібралися в побічних ефектах від переміщень.
Під час стрибка щось йде не так, корабель потрапляє в незвіданий простір, оточений уламками клінгонських кораблів, а Стамец, схоже, зазнає мозкової травми.

## Сприйняття та відгуки
Станом на січень 2021 року на сайті «IMDb» серія отримала 7.8 бала підтримки з можливих 10 при 4266 голосах користувачів. На «Rotten Tomatoes» 81 % схвалення при відгуках 21 експерта. Резюме виглядає так: «Грамотно задуманий, „Into the Forest I Go“ відправляє середній сезон на драматичну скелю, яка небезпечно межує з територією перезавантаження.».
Оглядач «IGN» Скотт Коллура зазначав: «Кінець епізоду здавався таким, ніби ми налаштовані на якийсь великий поворот або розкриття, але це насправді не грає. Тож Discovery стрибнув кудись невідомо і там купа космічного сміття? Звичайно, мається на увазі те, що екіпаж зараз повністю загублений у стилі „Зоряний шлях: Вояджер“, але виконання сцени є дещо пригнічуючим, на жаль».
В огляді «Den of Geek» зазначено: «Якщо Дискавері рухається туди, куди, здається, прямує: у дзеркальний всесвіт, де Лорка розкривається як поганий хлопець, а Бернем повинна підсилитись, щоб повернути екіпаж додому, то я повністю на борту цього шоу».

## Знімались
- Сонеква Мартін-Грін — Майкл Бернем
- Даг Джонс — Сару
- Шазад Латіф — Еш Тайлер
- Ентоні Репп — Пол Стамец
- Мері Вайзман — Сільвія Тіллі
- Джейсон Айзекс — капітан Габріель Лорка
- Джейн Брук — адміралка Корнуелл
- Мері К'єффо — Л'Релл
- Вілсон Круз — Гаг Калбер
- Кеннет Мітчелл — Кол
- Конрад Коутс — Террал
- Емілі Коутс — Кейла Детмер
- Патрік Квок-Чун — Ріс
- Сара Мітіч — Ейріам
- Ойін Оладейо — Джоан Овосекун
- Дейв Томлінсон — клінгонський офіцер